# Argyrolepidia salomonis
Argyrolepidia salomonis là một loài bướm đêm trong họ Noctuidae.